# Cantón de Saintes-Norte
El cantón de Saintes-Norte era una división administrativa francesa, que estaba situada en el departamento de Charente Marítimo y la región de Poitou-Charentes.

## Composición
El cantón estaba formado por cinco comunas, más una fracción de la comuna que le daba su nombre:
- Bussac-sur-Charente
- Fontcouverte
- Le Douhet
- Saint-Vaize
- Saintes (fracción)
- Vénérand

## Supresión del cantón de Saintes-Norte
En aplicación del Decreto nº 2014-269 de 27 de febrero de 2014, el cantón de Saintes-Norte fue suprimido el 22 de marzo de 2015 y sus 6 comunas pasaron a formar parte; cinco del nuevo cantón de Chaniers y una del nuevo cantón de Saintes.